# Tomislavgrad (kommun)
Kommunen Tomislavgrad (kroatiska: Općina Tomislavgrad, kyrillisk skrift: Општина Томиславград) är en kommun i Kanton 10 i västra Bosnien och Hercegovina. Kommunen hade 31 592 invånare vid folkräkningen år 2013, på en yta av 964,42 km².
Av kommunens befolkning är 91,81 % kroater, 7,81 % bosniaker och 0,07 % serber (2013).